# JUKE SPACE
JUKE SPACE（ジューク・スペース）は2004年から毎年11月23日に放送されている、JFN系列のホリデースペシャルプログラム。
1889年11月23日、アメリカのパシフィック・フォノグラム社で「ジュークボックス」が誕生したことをきっかけにスタートした。
この番組は、電リク番組なので、電話はOK。FAXも許容範囲だが、メールの受付は無い。また、JFNホリスペ用サイトもあるが“電リク”にこだわっているのでサイトの開設はない。

## DJ
- 第1回　井門宗之・わたなべヨシコ
- 第2回　井門宗之・神田亜紀
- 第3回　CHAGE・宮本せいら